# Saprosma elegans
Saprosma elegans là một loài thực vật có hoa trong họ Thiến thảo. Loài này được (Korth.) A.P.Davis mô tả khoa học đầu tiên năm 2008.